# Làmpada de vapor de mercuri

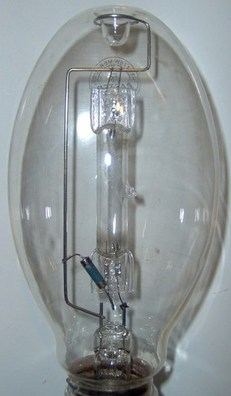
Làmpada de vapor de mercuri de 175 W.

Una làmpada de vapor de mercuri consisteix en un tub de descàrrega de quars ple de vapor de mercuri, que té dos elèctrodes principals i un d'auxiliar per facilitar l'arrencada.
La llum que emet és d'un color blau verdós; no conté radiacions vermelles. Per resoldre aquest problema s'acostumen a afegir-hi substàncies fluorescents que emetin en aquesta zona de l'espectre. D'aquesta manera es milloren les característiques cromàtiques de la llum, tot i que també hi ha disponibles bombetes completament transparents les quals il·luminen bé les zones on no cal estrictament una reproducció exacta dels colors.
Per a la seva operació les làmpades de vapor de mercuri necessiten un balast, a excepció dels anomenats llums mescladors.
Una de les característiques d'aquestes làmpades és que tenen una vida útil molt llarga, que ronda les 25.000 hores de vida, encara que la depreciació lumínica és considerable. Per contra, quan es trenquen alliberen vapor de mercuri que incrementa el risc d'enverinament per mercuri.
Hi ha hagut casos, amb làmpades d'aquest tipus, en les que han desaparegut les pólvores fluorescents pel pas de molts anys d'ús i no obstant això la làmpada continua encesa.
Aquestes làmpades han estat utilitzades principalment per il·luminar avingudes principals, carreteres, autopistes, parcs, naus industrials i llocs poc accessibles, ja que el seu període de manteniment és molt llarg. Actualment, les llums amb additius metàl·lics (llums d'halur metàl·lic) proveeixen millors característiques al llarg de la seva vida útil.

## Espectre d'emissió
Els pics d'emissió de major intensitat de les làmpades de mercuri són

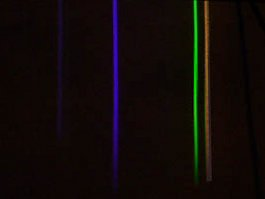
Línies d'emissió d'una làmpada de Mercuri.

| Longitud d'ona (nm) | Color             |
| ------------------- | ----------------- |
| 184.9499            | ultraviolat (UVC) |
| 253.6517            | ultraviolat (UVC) |
| 296.7280            | ultraviolat (UVC) |
| 365.0153            | ultraviolat (UVA) |
| 404.6563            | violat            |
| 435.8328            | violat-blau       |
| 546.0735            | verd              |
| 1013.976            | infraroig         |

## Cinema[3]
El primer tipus d’il·luminació artificial que es va utilitzar de forma generalitzada va ser la làmpada de vapor de mercuri Cooper-Hewitt, des dels primers anys fins a la segona dècada del segle xx.
El vapor de mercuri era adequat per als ulls degut al seu espectre de color, el qual es concentrava en la porció blava-verda i no presentava l'extrem vermell, que causa cansament als ulls. És per aquest motiu que aquesta làmpada era ideal per a les pel·lícules del període pre-pancromàtic, ja que la pel·lícula ortocromatica registrava més proporció de les llums verdes i blaves que no pas de vermelles. Aquestes làmpades també eren eficients en la seva utilització del corrent elèctric, eren més controlables que la llum solar i produïen imatges més clares.
L’any 1922, Alfred Hitchins va realitzar proves espectrogràfiques per comparar les diferents fonts de llum disponibles en el cine -làmpades de vapor de mercuri, arcs i làmpades incandescents- i va arribar a la conclusió que les làmpada Cooper Hewitt era molt eficient, ja que donava més llum en proporció al calor per vat comparada amb la resta.
No obstant, el principal desavantatge de les làmpades de vapor de mercuri era la seva incapacitat d’oferir llum direccional, és a dir, no podien projectar ombres definides ni modelar una figura. Era un tipus de llum que es difuminava uniformement sobre el decorat i no aportava res a la narració, tot i que tampoc n’era una distracció.
Finalment, a partir dels anys 20, malgrat la superior eficiència d’aquestes, van ser substituïdes per les làmpades d’arc, que cobrien la necessitat narrativa que els realitzadors esperaven de la llum. Tot i així, les làmpades de vapor de mercuri s'utilitzaven com a llum de fons.